# مطار إغدير
مطار إغدير (بالتركية: Iğdır Şehit Bülent Aydın Havalimanı)‏ هو مطار عام في إغدير، يقع في مقاطعة إغدير، تركيا. تم افتتاح المطار للحركة الجوية المدنية في يوليو 2012، ويبعد 16 كم (9.9 ميل) عن وسط مدينة إغدير.

## شركات الطيران
| شركـات طيـران         | الوجهات                                       |
| --------------------- | --------------------------------------------- |
| الأناضول جت           | مطار إيسنبوغا الدولي، مطار صبيحة كوكجن الدولي |
| خطوط بيغاسوس          | مطار صبيحة كوكجن الدولي                       |
| صن إكسبريس            | مطار عدنان مندريس                             |
| الخطوط الجوية التركية | مطار إسطنبول الدولي                           |